# مسجد لاکمبه
مسجد لاکمبه (به انگلیسی: Lakemba Mosque) که همچنین با نام مسجد علی ابن ابی طالب و به طور رسمی مسجد امام علی ابن علی طالب نامیده می‌شود، بزرگترین مسجد در کشور استرالیا و شهر سیدنی می‌باشد. همچنین به عنوان اولین مسجد ساخته شده در شهر سیدنی به‌شمار می‌رود که نام آن، از روی خیابانی که در آن قرار دارد گرفته شده‌است. مالک و اداره کنندهٔ آن، انجمن مسلمانان لبنان می‌باشد که دفتر مرکزی آن نیز در مجاورت مسجد و در همان خیابان واقع شده‌است.

## تاریخچه

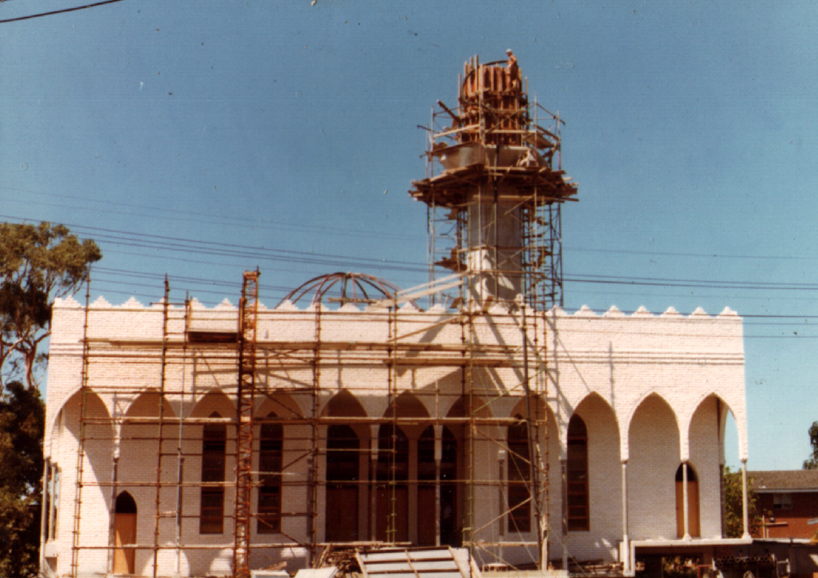
مسجد امام علی ابن ابی طالب در حال ساخت در دهه ۱۹۷۰

خانهٔ کوچکی که در محل فعلی مسجد قرار داشت در دههٔ ۱۹۶۰. م توست انجمن مسلمانان لبنان خریداری شد و به عنوان عبادتگاهی برای مسلمانان مورد استفاده قرار گرفت. ساختمان قبلی در اوایل دههٔ ۱۹۷۰. م تخریب و عملیات ساخت سازهٔ کنونی مسجد آغاز شد و در حدود ۵ سال طول کشید. ساختمان جدید در سال ۱۹۷۷. م کامل و مراسم افتتاحیه با حضور نخست‌وزیر سابق ایالت، گاف ویتلم انجام شد. جمع‌آوری کمک‌های مالی در جهت ساخت این مسجد هم در سطوح محلی و هم در سطوح بین‌المللی انجام شده بود و به‌طور تقریب، نیمی از این کمک‌ها از خاور میانه و از جمله خاندان سلطنتی سعودی تأمین می‌شد.
مسجد لاکمبه، دومین مسجد ساخته شده در شهر سیدنی است و یکی از شناخته شده‌ترین و مهم‌ترین مساجد در استرالیا به‌شمار می‌رود. در حالی که از نظر تاریخی، مسلمانان لبنانی بزرگترین گروه تشکیل دهندهٔ نماز گزاران این مسجد بوده‌اند، امروزه گروه‌هایی از کشورهای پاکستان، بنگلادش، سومالی و آسیای جنوب شرقی، بخش قابل توجهی از نماز گزاران را به خود اختصاص داده‌اند؛ افرادی هم که به تازگی به اسلام روی آورده‌اند نیز رو به افزایش است. اکثریت این جمعیت نیز پیرو فرقه‌های حنفی یا شافعی مذهب سنی هستند.
در اواخر سال ۲۰۱۲، امام جماعت مسجد (شیخ یحیی صافی) در یکی از سخنرانی‌هایش نمازگزاران را از هرگونه مشارکتی در برگزاری جشن کریسمس، منع کرد. او در سخنان دیگری نیز گفت که کافران در صدد دور ساختن مسلمانان از مسیر درست و مستقیم اند. ابراهیم ابو محمد، مفتی اعظم استرالیا نیز بیان کرد این که دیدگاه‌های شیخ صافی، دیدگاه جمیع مسلمانان استرالیا نیست. کیزار ترَد، مدیر و رئیس سابق انجمن مسلمانان لبنان نیز در اظهار نظری بیان کرد که قبلاً جشن کریسمس گرامی داشته و به غیر مسلمانان تبریک گقته می‌شد، او همچنین گفت: «من نمی‌دانم چه چیزی تغییر کرده‌است».
این مسجد از سال ۲۰۱۴، مسئولیت برگزاری رویداد سالانه ای به نام «روز ملی مسجد» را بر عهده گرفته‌است. در مارس ۲۰۱۵، کلیو ویلیامز استادیار «مرکز حفظ نظم، جاسوسی و ضد تروریسم» دانشگاه مک‌کواری، نوشت که مسلمانان سنی از اضافه شدن شیعه‌ها به نمازهای جماعت استقبال نکرده‌اند.

## فعالیت‌ها

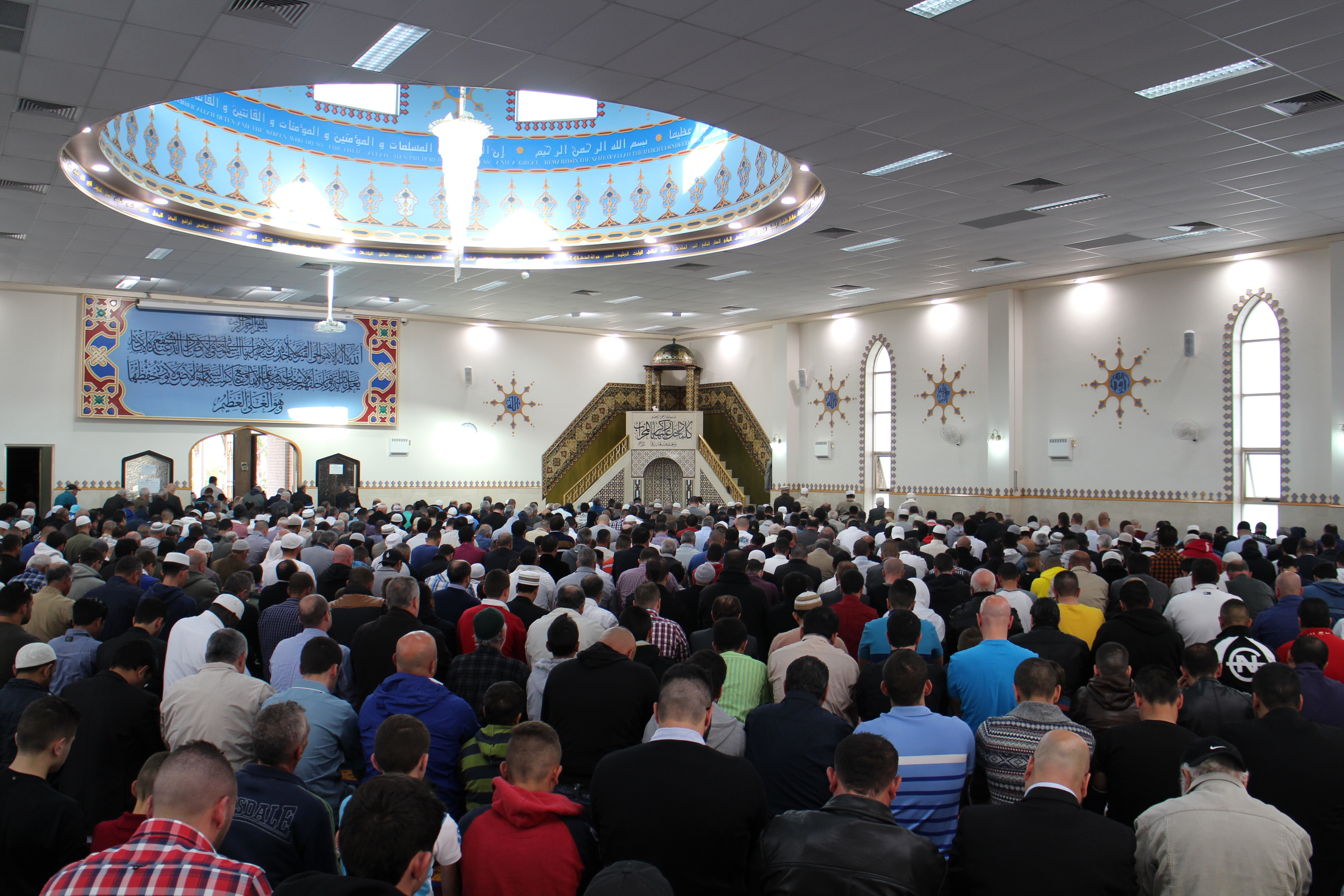
داخل مسجد لاکمبه

برگزاری کلاس‌هایی در زمینه‌های زندگینامهٔ پیامبر اسلام، فقه و عقیده اسلامی از جمله خدمات مذهبی است که در این مرکز ارائه می‌شود. نمازهای جمعه هم معمولاً با چند هزار نمازگزار برگزار می‌شود. نمازهای اعیاد رسمی مسلمانان هم سالانه در این مسجد برپا می‌شود، به طوری که در حدود ۳۰ هزار نفر، نماز عید فطر سال ۲۰۱۵ را در این مسجد و خیابان‌های اطراف آن اقامه کردند که این اتفاق به یکی از بزرگترین جشن‌های مذهبی استرالیا تبدیل شد. در عید فطر سال ۲۰۱۶ نیز در حدود ۴۰ الی ۵۰ هزار نفر نمازگزار در این مسجد نماز اقامه کردند.